# Olympische Jugend-Sommerspiele 2018/Teilnehmer (Indonesien)
| Gelbes Symbol für Goldmedaillen mit stilisierten Olympischen Ringen | Graues Symbol für Silbermedaillen mit stilisierten Olympischen Ringen | Braundes Symbol für Bronzemedaillen mit stilisierten Olympischen Ringen |
| ------------------------------------------------------------------- | --------------------------------------------------------------------- | ----------------------------------------------------------------------- |
| —                                                                   | —                                                                     | 1                                                                       |

Die Jugend-Olympiamannschaft aus Indonesien für die III. Olympischen Jugend-Sommerspiele vom 6. bis 18. Oktober 2018 in Buenos Aires (Argentinien) bestand aus 17 Athleten.

## Athleten nach Sportarten

### Badminton
| Mädchen - Maharani Batari Einzel: 9. Platz Mixed: 4. Platz (im Team Zeta) | Jungen - Ikhsan Rumbay Einzel: 5. Platz Mixed: 5. Platz (im Team Sigma) |

### Basketball
Mädchen
- 3x3: 15. Platz
- Michelle Kurniawan
- Valencia Pramono
- Eka Febiananda
- Nathania Orville
Shoot-out: 8. Platz

### Beachvolleyball
Jungen
- Danang Herlambang
- Bintang Akbar
9. Platz

### Gewichtheben
Mädchen
- Nur Vinatasari
Leichtgewicht: Bronze

### Golf
Mädchen
- Ribka Vania
Einzel: 16. Platz
Mixed: 8. Platz (mit Park Sang-ha  Südkorea)

### Leichtathletik
| Mädchen - Diva Renatta Jayadi Stabhochsprung: 13. Platz | Jungen - Adi Sidiq 100 m: 16. Platz |

### Schießen
Jungen
- Muhammad Mahardika
Luftgewehr 10 m: 14. Platz
Mixed: 7. Platz (mit Sofia Benetti  Italien)

### Schwimmen
| Mädchen - Azzahra Permatahani 200 m Brust: 30. Platz 200 m Schmetterling: 8. Platz 200 m Lagen: 19. Platz - Adinda Kirana 100 m Schmetterling: 23. Platz 200 m Schmetterling: 7. Platz | Jungen - Farrel Tangkas 200 m Rücken: 15. Platz 200 m Schmetterling: 30. Platz |